# Myliobatis
Myliobatis is een geslacht van roggen, dat fossiel bekend is vanaf het Paleoceen. Tegenwoordig leven er nog diverse soorten van dit geslacht uit de familie van de adelaarsroggen.

## Beschrijving
De tanden van deze 150 cm lange rog zijn gerangschikt in een tandplaat in de onder- en bovenkaak en bestaan elk uit 7 rijen. De middelste rij is breed en hexagonaal met een glad, enigszins convex, oraal oppervlak, waarop zich rimpelige vlakken bevinden aan de lip- en tongzijden. De 3 rijen aan de zijkant zijn smal en hexagonaal, pentagonaal of driehoekig.

## Leefwijze
Deze rog leefde voornamelijk in warme, ondiepe wateren. Zijn voedsel bestond voornamelijk uit weekdieren, kreeftachtigen en kleine vissen.

## Vondsten
Fossielen van deze vis werden wereldwijd gevonden.

## Soorten
Het geslacht kent een aantal soorten waarvan er een is uitgestorven:
- Myliobatis aquila (Linnaeus, 1758) – Adelaarsrog
- Myliobatis australis Macleay, 1881
- Myliobatis californica Gill, 1865
- Myliobatis chilensis Philippi, 1893
- Myliobatis freminvillii Lesueur, 1824
- Myliobatis goodei Garman, 1885
- Myliobatis hamlyni Ogilby, 1911
- Myliobatis longirostris Applegate & Fitch, 1964
- Myliobatis peruvianus Garman, 1913
- Myliobatis ridens Ruocco, Lucifora, Díaz de Astarloa, Mabragaña & Delpiani, 2012
- Myliobatis tenuicaudatus Hector, 1877
- Myliobatis tobijei Bleeker, 1854

## Uitgestorven
- † Myliobatis dixoni Agassiz, 1843